# Chris Paterson
Pour les articles homonymes, voir Paterson.

a Compétitions nationales et continentales officielles uniquement.

b Matchs officiels uniquement.
Dernière mise à jour le 11 juin 2015.
Christopher Douglas Paterson dit « Chris Paterson », est né le 30 mars 1978 à Édimbourg (Écosse). C'est un ancien joueur de rugby à XV qui a joué avec l'équipe d'Écosse de 1999 à 2011. Joueur polyvalent et buteur talentueux, il évoluait au poste d'ailier, d'arrière, ou de demi d'ouverture.
Il détient, avec 109, le record du nombre de sélections en équipe d'Écosse ainsi que celui du nombre de points marqués (809).
Il est le neveu du demi de mêlée international écossais Duncan Paterson (1943-2009).

## Carrière

### En club/province
Issu de la Galashiels Academy (école secondaire de Galashiels), il commence sa carrière chez les seniors dans le club amateur de sa ville, le Gala RFC. Repéré, il devient professionnel en 1999 avec Édimbourg, avec lequel il dispute la Coupe d’Europe et la Ligue Celtique jusqu'à la fin de la saison 2006-2007. Il rejoint ensuite le club anglais de Gloucester. Mais répondant à l'appel de son pays natal, il est retourné à Édimbourg dès la saison 2008-2009. Il annonce sa retraite en mai 2012.

### En équipe nationale
Il a obtenu sa première cape internationale le 16 octobre 1999 à l'occasion d'un match contre l'équipe d'Espagne à Édimbourg (Stade Murrayfield), et sa dernière cape le 1er octobre 2011 à Auckland (Nouvelle-Zélande). Il participe à tous les Tournois des Six Nations de 2000 à 2011. Paterson participe à la Coupe du monde 1999 (un match joué, défaite en quarts de finale), à la Coupe du monde 2003 (cinq matches, défaite en quarts de finale), à la Coupe du monde 2007 (cinq matches, défaite en quarts de finale) ainsi qu'à la Coupe du monde 2011 (quatre matches joués, élimination en poules).
Excellent buteur, il est le seul joueur à avoir terminé la Coupe du monde 2007 avec 100 % de réussite (17 sur 17). Il réalise également un 100 % lors des Tournois des Six Nations 2008 (15 sur 15) et 2009 (16 sur 16).

Lors du Tournoi des Six Nations 2011, à la suite du choix du sélectionneur, il n'est pas retenu pour les deux premiers matches, Paterson fait une entrée remarquée à la troisième journée (Écosse - Irlande, 18 - 21), avec 100 % de réussite au pied, dont des pénalités passées dans des positions parfois délicates.
Chris Paterson fait partie de l'équipe nationale sélectionnée pour la Coupe du monde 2011. Battue de très peu par l'Argentine (13-12) puis par l'Angleterre (16-12), l'Écosse est éliminée dès la phase de poules de la compétition, une première dans son histoire. Âgé de 33 ans, Paterson annonce sa retraite internationale en décembre 2011.

### Style de jeu
Joueur atypique, Chris Paterson a participé à définir le modèle de l'arrière moderne, polyvalent, capable d'être décisif dans plusieurs systèmes de jeu. Rapide en relance, efficace dans le jeu au pied, c'est également un défenseur hors pair, s'inscrivant ainsi pleinement au sein du triptyque attaque/occupation/défense devenu la norme dans le jeu d'arrière à l'ère du rugby professionnel. Capable d'innovation, Chris Paterson se démarque lors d'un test-match contre la Géorgie en novembre 2007 (49-10) en devenant le premier joueur à tenter, et à réussir, un drop-goal à l'engagement ; interrogé sur ce coup inhabituel, le capitaine écossais, alors placé à l'ouverture, évoque avec humour un "coup du tigre" (tiger move), appellation qui restera. Appelé à se prononcer sur la légalité de ce geste, l'IRB décide finalement en mars 2008 d'interdire "tout coup de pied tombé disputé sur un engagement ou renvoi", sans pour autant invalider le drop-goal marqué par Chris Paterson, qui reste donc à ce jour le seul et unique exemple de drop inscrit hors phase de jeu active.

## Palmarès

### En club
- Vainqueur de la Border League en 1998 avec le Gala RFC
- Vainqueur de la Coupe d'Écosse en 1999 avec le Gala RFC

### En province
- Vice-champion de la Celtic League en 2009 avec Edinburgh Rugby
- Demi-finaliste de la Coupe d'Europe en 2012 avec Edinburgh Rugby

### En équipe nationale
- Quart-de-finaliste de la Coupe du monde en 1999, 2003 et 2007

### En tant que joueur
- Record du nombre de points marqués avec l'équipe d'Écosse (809)
- Record du nombre de matches disputés en Coupe du monde avec l'équipe d'Écosse (15)
- 2e meilleur marqueur d'essais avec l'équipe d'Écosse (22)
- 1er joueur à avoir obtenu 100 sélections avec l'équipe d'Écosse à l'âge de 31 ans et 320 jours en 2010
- 2e plus jeune joueur à avoir obtenu 50 sélections avec l'équipe d'Écosse à l'âge de 26 ans et 242 jours en 2004 (dépassé par Richie Gray en 2015)

## Statistiques en équipe nationale
- 109 sélections (96 fois titulaire, 13 fois remplaçant)
- 809 points (22 essais, 90 transformations, 170 pénalités, 3 drops)
- 13 fois capitaine entre le 14 février 2004 et le 17 mars 2007
- Sélections par année : 1 en 1999, 8 en 2000, 6 en 2001, 10 en 2002, 15 en 2003, 10 en 2004, 9 en 2005, 10 en 2006, 12 en 2007, 9 en 2008, 8 en 2009, 3 en 2010, 8 en 2011 (pour un total de 109)
- Tournois des Six Nations disputés : 2000, 2001, 2002, 2003, 2004, 2005, 2006, 2007, 2008, 2009, 2010, 2011 (soit douze en tout)

En Coupe du monde : 
- 1999 : une sélection (Espagne)
- 2003 : cinq sélections (Japon, États-Unis, France, Fidji, Australie)
- 2007 : cinq sélections (Portugal, Roumanie, Nouvelle-Zélande, Italie, Argentine)
- 2011 : quatre sélections (Roumanie, Géorgie, Argentine, Angleterre)